# Héctor Guevara Ramírez
Héctor Guevara Ramírez (Huauchinango, Puebla; 29 de septiembre de 1956 al 15 de mayo de 2022). Fue un abogado y político mexicano, miembro del Partido Revolucionario Institucional. El último cargo que ocupó fue Coordinador General de Modernización y Vinculación Registral y Catastral en el Gobierno de la República durante la administración del Presidente de la República el Lic. Enrique Peña Nieto.

## Biografía
Su padre, Don Marcelino Guevara Vivar, hijo de minero en Huasca, Hidalgo. Trabajó como chofer de la línea de autobuses Flecha Roja, donde fundó el Sindicato. Con trabajo y esfuerzo, logró ser hasta su muerte, el Líder Nacional de los Trabajadores del Volante (CROM).
Su madre; Doña Rebeca Ramírez Rincón, hija de revolucionarios nacida en Pachuca, Hidalgo.
La infancia de Héctor Guevara Ramírez fue humilde, se educó siempre en escuelas públicas. A los 14 años, se estableció con su familia en el Fraccionamiento Villa de las Flores, Coacalco.
A los 17 años, obtuvo el Tercer lugar Nacional de Oratoria. Se tituló de Licenciado en Derecho, con mención honorífica, en la FES Acatlán de la Universidad Nacional Autónoma de México, en la que es catedrático desde hace más de 20 años.
Su sensibilidad política, lo llevó a ser un líder estudiantil universitario e impulsor de grandes movimientos sociales en beneficio de su comunidad.
Como presidente municipal, puso a Coacalco en los primeros lugares en obra pública a nivel nacional. En coordinación con los pirotécnicos de Tultepec, siendo diputado federal, promovió la reforma a la Ley de Armas de Fuego y Explosivos, misma que está pendiente de aprobación.
Realizó el Programa Nacional de Certificación de Ejidos en el Estado de México, como procurador agrario.
Fue integrante en el gabinete de Gobierno del Estado de México de Enrique Peña Nieto, como subsecretario de Gobierno en el Valle de México Zona Oriente, conservando la estabilidad política y social en esa región del Estado de México.
Por encima de todos su logros y experiencias, Héctor Guevara, está agradecido y orgulloso de la familia que ha formado.
Su esposa, la Licenciada Consuelo Riva Palacio Soria y sus tres hijas, Sonia Verónica, Carolina Berenice y Griscell viven en Coacalco.

## Escolaridad
- Licenciatura en Derecho (1975-1978)

- Seminario en Hispano Mexicano (1992)

- Diplomado en Notaría Pública (2008)

## Trayectoria política
- Presidente del Foro de Profesionales y Técnicos del Comité Directivo Estatal, PRI, 1994

- Delegado Regional de la Zona 9, Nezahualcóyotl del Comité Directivo Estatal, PRI, 2008

- Secretario Estatal de Organización, PRI

- Coordinador Regional de la Zona XVI, Zumpango del Comité Directivo Estatal, PRI

- Presidente del Comité Municipal en Coacalco, PRI

- Secretario Estatal de Acción y Gestión Social, PRI

## Cargos de elección popular
- Regidor, México - Coacalco de Berriozábal, PRI, 1981–1983

- Presidente Municipal, México - Coacalco de Berriozábal, PRI, 1991–1993

## Experiencia legislativa
- Diputado local suplente, PRI,	LVIII Legislatura, 1994–1997

- Diputado federal propietario, PRI, LVII Legislatura, 1997–2000

- Diputado federal propietario, PRI, LXI Legislatura, 2009–2012

## Administración pública federal
- Subdirector de Orientación Cívica, Instituto de la Juventud, 1976–1978

- Delegado de la Procuraduría Agraria en el Estado de México, Procuraduría Agraria, 1996–1997

- Coordinador General de Modernización y Vinculación Registral y Catastral de la Subsecretaría de Ordenamiento Territorial, Secretaría de Desarrollo Agrario, Territorial y Urbano, 2013–2014

## Administración pública local
- Presidente del Consejo Tutelar para Menores Infractores, H. Ayuntamiento de Coacalco de Berriozábal, 1978–1979

- Director general de Contraloría Social y Operación Regional, Contraloría del Gobierno del Estado de México, 2001–2002

- Subsecretario de Gobierno Región Zumpango, Subsecretaría General del Gobierno del Estado de México, 2005

- Subsecretario de Gobierno Valle de México, Zona Oriente, Secretaría General del Gobierno del Estado de México, 2006–2008

## Asociaciones a las que pertenece
- Consejero y Miembro Regular, Instituto de Administración Pública del Estado de México, 1991

- Coordinador General de la Academia de Derecho Municipal, Instituto de Ciencias Jurídicas del Estado de México, 1991

- Miembro Regular del Colegio de Profesores, Facultad de Estudios Superiores Acatlán, UNAM, Colegio de Profesores, 1999

## Actividades docentes
- Docente, Asignatura: Derecho Constitucional, 1985

- Docente, Asignatura: Teoría del Estado, 1985

- Conferencista, Seminario: Teoría del Estado en la Real Pontificia Universidad de Valladolid, 1992

## Publicaciones
- Democracia. Fortalecimiento del Estado de Derecho. Revista Civilidad y Cultura, Revista, 1999

- La Reforma del PRI, El Sol de Toluca,  Periódico, 2003

- El Sol de Toluca, Periódico, 2004